# Inna Zobova
Inna Zobova (Khimki, 1 de outubro de 1976) é uma modelo, atriz e rainha da beleza russa. Foi a primeira Miss Rússia da história, coroada em 1994.
Zolova nasceu com um buraco no coração e aos seis anos precisou fazer uma cirurgia para corrigir seu problema. Ela estudou antropologia e psicologia na Universidade de Moscou, enquanto trabalhava como modelo para conseguir um dinheiro extra. Tornou-se famosa aos 18 anos, em 1994, quando foi eleita a primeira Miss Rússia - antes as russas competiram em concursos internacionais pela URSS e pela CEI - e participou do Miss Universo 1994, em Manila, Filipinas, onde ficou em 12º lugar. Na ocasião, em rota para Manila, Zolova passou 15 horas presa num quarto sem janelas em Bangcoc, na Tailândia, por falta de visto em seu passaporte.
Depois do concurso, Zolova investiu numas carreira internacional de modelo e manequim, sendo bem sucedida. Nos anos seguintes, participou de desfiles em Nova York, Paris e Milão, para estilistas e marcas como Armani, Thierry Mugler, Valentino, Dior, Yves Saint Laurent, Issey Miyake, Yohji Yamamoto, Balenciaga, Marc Jacobs, Nina Ricci, Hermès, Sonia Rykiel, Kenzo, Givenchy, Vivienne Westwood e Christian Lacroix, entre outros.
Seus trabalhos em capas de revistas incluem fotos para Allure, Elle, Harper's Bazaar, Marie Claire, Vogue e GQ. Em 2001, essa última revista a classificou em 51º lugar entre as '200 Mulheres Mais Sexies Do Mundo', 20ª em 2005  e em 2002 ela foi escolhida entre 600 modelos para ser a garota-propaganda da Wonderbra, um dos maiores fabricantes de underwear feminino do mundo.
Em 2011, ela participou como especialista em estilo e jurada no reality-show Moscow's Next Top Model (Top Model po-Russki), franquia russa do seriado americano America's Next Top Model.
Além de seu trabalho como modelo, Zobova pratica assistencialismo em trabalhos de caridade, colaborando com a Cruz Vermelha Internacional e a UNICEF, entre outras instituições humanitárias.